# Howard Cedar
Howard Chaim Cedar (hébreu : חיים סידר ; né le 12 janvier 1943) est un biochimiste israélo-américain qui travaille sur la méthylation de l'ADN, un mécanisme qui active et désactive les gènes.

## Biographie
Howard Chaim Cedar est né aux États-Unis. Il obtient une licence du Massachusetts Institute of Technology (MIT) et, en 1970, un doctorat en médecine et un doctorat de l'Université de New York. Il est marié à Zipora, une psychodramatiste, et a six enfants, Joseph (scénariste et réalisateur), Dahlia, Noa, Yoav, Yonatan et Daniel.
De 1971 à 1973, il travaille au Service de santé publique des États-Unis aux National Institutes of Health à Bethesda, dans le Maryland.
En 1973, il rejoint la faculté de médecine de l'Université hébraïque de Jérusalem et est aujourd'hui professeur émérite au Département de biologie du développement et de recherche sur le cancer de l'Institut de recherche médicale Israël-Canada (IMRIC).
Il reçoit de nombreuses distinctions internationales :
- En 1999, Cedar reçoit le prix Israël, pour la biologie[3]
- En 2003, il devient membre de l'Académie israélienne des sciences et lettres.
- En 2008, il reçoit le prix Wolf de médecine, conjointement avec Aharon Razin, « pour leurs contributions fondamentales à notre compréhension du rôle de la méthylation de l'ADN dans le contrôle de l'expression des gènes ».
- En 2009, il reçoit le prix EMET pour ses travaux de recherche sur le cancer[4].
- En 2011, il reçoit le prix international Canada Gairdner, avec Aharon Razin, pour leurs « découvertes pionnières sur la méthylation de l'ADN et son rôle dans l'expression des gènes ».
- En 2011, il reçoit le prix Rothschild de biologie
- En 2016, il reçoit le Prix Louisa-Gross-Horwitz avec Aharon Razin et Gary Felsenfeld.